# Chlorurus capistratoides
Chlorurus capistratoides es una especie de peces de la familia Scaridae en el orden de los Perciformes.

## Distribución geográfica
Se encuentra en las Maldivas y en Indonesia.